# Куарту Сант'Елена
Куа̀рту Са̀нт'Ѐлена (на италиански: Quartu Sant'Elena; на сардински: Quartu Sant'Aleni, Куарту Сант'Алени) е град и община в Италия, провинция Каляри, в автономен регион и остров Сардиния. Разположен е на южния бряг на острова, на Средиземното море. Населението на града е 71 775 души (към 31 март 2011 г.).